# Helochara communis
Helochara communis är en insektsart som beskrevs av Fitch 1851. Helochara communis ingår i släktet Helochara och familjen dvärgstritar. Inga underarter finns listade i Catalogue of Life.